# ولادیمیرو اسکتینا
ولادیمیرو اسکتینا (اسپانیایی: Vladimiro Schettina‎؛ زادهٔ ۸ اکتبر ۱۹۵۵) بازیکن فوتبال اهل پاراگوئه بود.
وی همچنین در تیم ملی فوتبال پاراگوئه بازی کرده‌است.